# Morgengrauen (1954)
Morgengrauen ist ein im Fliegermilieu spielendes, deutsches Spielfilmmelodram aus dem Jahr 1954 von Viktor Tourjansky. Die Hauptrollen spielen Hans Stüwe, Elisabeth Müller und Alexander Kerst, der hier in seiner ersten Filmrolle zu sehen ist.
Das Drehbuch beruht auf Hubert Mikettas gleichnamigem Roman.

## Handlung
Nach acht Jahren in sowjetischer Kriegsgefangenschaft kehrt der einstige Fliegerhauptmann Jochen Freyberg endlich nach Deutschland heim. Freyberg ist ein Edelmann durch und durch und weiß selbst über seine Zeiten in den Lagern und Lazaretten der Sowjets nicht wirklich Schlechtes zu berichten. Auf dem Schleswig-holsteinischen Gut seines ehemaligen Kommandeurs Oberst Gaffron findet der heimatlos gewordene zunächst eine Unterkunft. Dort verliebt er sich in die adrette Haushälterin Inge Jensen, ohne zu wissen, dass auch der sehr viel ältere Gaffron ein Auge auf die brave, junge Frau geworfen hat. Nur kurz flammt eine Rivalität zwischen den beiden einstigen Staffelkameraden auf, dann verzichtet der ältere der beiden edelmütig auf Inge und gibt den jungen Leuten sogar noch seinen (väterlichen) Segen.
Als die zivile Luftschifffahrt der noch jungen Bundesrepublik Deutschland nach einem knappen (fluglosen) Jahrzehnt wieder in Betrieb genommen werden soll, sind die beiden Kampfpiloten von einst Feuer und Flamme und wollen unbedingt dabei sein, wenn die Lufthansa wieder mit ihren Flugzeugen den Himmel erobert. Der gut vernetzte Gaffron verschafft Freyberg einen Job bei der Lufthansa. Doch eines Tages droht Freyberg seine Vergangenheit als Kampfpilot im Zweiten Weltkrieg zum Verhängnis zu werden: Ein Kamerad, der im Krieg einen britischen Gefangenen erschossen haben soll, wurde von einem englischen Militärgericht zu einer langjährigen Gefängnisstrafe verurteilt. Es war jedoch Hauptmann Freyberg, der damals aus Notwehr den britischen Gegner erschoss, und so stellt er sich den Behörden, um kein „Kameradenschwein“ zu sein. Es kommt zum Militärgerichtsprozess, der für Freyberg jedoch mit einem Freispruch endet, da ein weiterer englischer Pilot zu seinen Gunsten ausgesagt hat. Endlich kann Jochen Freyberg seine Stelle als Pilot im zivilen Flugdienst antreten und mit einer Lufthansa-Maschine in das Morgengrauen aufsteigen.

## Produktionsnotizen
Morgengrauen entstand zwischen dem 5. Mai und dem 1. Juli 1954 vor Ort in München (Flughafen München-Riem) und Umgebung, in Prien am Chiemsee sowie in Hamburg. Als Filmstudios dienten das Atelier der Bavaria Film in München-Geiselgasteig sowie das Carlton-Studio in der Tulbeckstraße. Arne Flekstad und Dieter Reinecke schufen die Bauten, Jochen Genzow und Franz Seitz waren Produktionsleiter.
Die Uraufführung erfolgte am 2. September 1954 in den Hannoveraner Weltspielen. In Österreich lief der Film 1955 unter dem Titel Zwischen Pflicht und Liebe.
Der Film wurde als Werbespielfilm für den Neustart der Lufthansa konzipiert, die im darauf folgenden Jahr (1955) ihren Nachkriegsbetrieb aufnahm. Während der Großteil in schwarzweiß hergestellt wurde, sind die späten Sequenzen, in denen der Neustart des Lufthansa-Zeitalters beschworen wird, in Farbe gedreht.
Arne Flekstad und Dieter Reinecke zeichneten für die Filmbauten verantwortlich, Dieter Wedekind assistierte Chefkameramann Friedl Behn-Grund. Die Kostüme entwarf Marie-Louise Lehmann.

## Kritiken
„Ehe der bis zu dieser Szene schwarz-weiße Film plötzlich in Farbe ausbricht und der frühere deutsche Kampfflieger als Lufthansa-Pilot im blauen Himmel schwebt, ist in einer sprunghaften und krausen Heimkehrer-Geschichte gründlich nachgewiesen worden, daß die alten Frontschweine doch immer noch die anständigsten Menschen sind. Auch nach dem Kriege kann sie nichts am ritterlichen Einstehen für einander hindern. Ufa-Patriotismus mit völkerversöhnender Dreingabe, vom Regisseur Victor Tourjansky müde, wenn auch kunstgerecht verrührt.“

„Der verfrühte Lufthansa-Auferstehungsfilm ‚Morgengrauen‘ wäre nichts mehr als einer der üblichen halb guten, halb schlechten Filme deutscher Herkunft, wenn seine Schöpfer darin nicht gewisse politische Vorlieben und Abneigungen durchblicken ließen. Der Held des Streifens weiß nämlich über seine Behandlung in sowjetischer Gefangenschaft nichts zu berichten, als daß die Sowjets ihn und einen ebenfalls verwundeten Kameraden von Lazarett zu Lazarett schickten und alles für ihn taten, was sie konnten. Es mag sein, daß hin und wieder jemand so behandelt wurde. Angesichts der Hunderttausende aber, die die Sowjets verhungern oder erfrieren ließen oder die sie auf Vernichtungsmärschen, durch Mißhandlungen oder Vorenthaltung vorhandener Medikamente liquidierten, erscheint das erwähnte Fliegererlebnis reichlich atypisch. Auffällig aber wird es, wenn gegen Schluß des Films eine Verhandlung vor einem britischen Militärgericht des Jahres 1953 stattfindet, in der die britischen Offiziere eine äußerst peinliche und unsympathische Figur machen. (…) Vor einigen Jahren wäre eine solche Szene vielleicht noch verdienstvoll und das Zeichen einer gewissen Courage gewesen. Heute aber fragt man sich, ob hier die Absicht besteht, die Engländer schwärzer zu machen als die Sowjets.“

„Fährnisse und Bewährung eines Fliegerhauptmannes nach zehnjähriger Gefangenschaft in Sibirien. Ein vor Edelmut triefendes Rehabilitationsdrama, das unverhohlen Werbung für die alte und neue Lufthansa betreibt und nach achtzig Minuten in schwarzweiß mit einer filmtechnischen Pointe aufwartet: Das Morgengrauen ist farbig, bunte Fahnen flattern im Wind, und das Glück aller Beteiligten ist vollkommen, als sich die ersten Flugzeuge der neuen Lufthansa in den tiefblauen Himmel erheben.“

Paimann’s Filmlisten resümierte: „Nachkriegsschicksale in Moll, deren Träger durch hundertprozentigen Edelmut ausgezeichnet, aber ansonst glaubhaft verkörpert, in der idyllischen Umwelt eines schleswig-holsteinischen Herrensitzes.“